# Tegastes perforatus
Tegastes perforatus är en kräftdjursart som beskrevs av Lang 1965. Tegastes perforatus ingår i släktet Tegastes och familjen Tegastidae. Inga underarter finns listade i Catalogue of Life.